# Kyndby
Kyndby is een plaats in de Deense regio Hovedstaden, gemeente Frederikssund, en telt 267 inwoners (2010).
Kyndby ligt twee kilometer ten zuidoosten van Kyndby Huse, twee kilometer ten westen van Dalby, en dertien kilometer ten zuidwesten van Frederikssund.
Kyndby maakt deel uit van de parochie Kyndby. De kerk van de parochie staat in deze plaats.

## Geboren
- Søren Søndergaard (16 augustus 1955), Deens politicus